# 日本ウオーキング協会
一般社団法人日本ウオーキング協会（にほんウオーキングきょうかい、英称 Japan Walking Association）は、ウオーキングの普及のために、各種大会・イベントの開催、指導者の養成、記録の認定、登録などを実施している団体。略称はJWA。

## 所在地
東京都文京区湯島2-25-7 ITP本郷ビル6階

## 事業活動

### ウオーキングの普及・実践活動
- ウォーキング大会の企画、催行
  - 日本マーチングリーグ（略称:JML）公式大会（全国18大会）
  - オールジャパン・ウオーキングカップ（略称:AJWC）認定大会（47都道府県81大会）
  - ブロック別マーチングリーグ認定大会（9ブロック74大会）
  - テーマリーグ（日本開国セブンハーバーズリーグ6大会、温泉リーグ4大会）　等
- ウォーキング大会開催に関するコンサルテーション、指導、運営支援
- ウォーキング研修会、講習会の受託実施
- 大会パスポートの発行と、距離・回数の認定
- ウォーキングに関する講演会開催、機関誌「Walking Life」の発行

### ウオーキングによる地域活性化事業
- 企画提案、指導者育成、プログラム提供、実施支援

### ウォーキングによる健康企業経営支援事業
- 企画提案、指導者育成、プログラム提供、実施支援

### ウォーキング指導者の育成・認定事業
- 指導者資格制度の制定
- 学術研究に基づく指導者育成用テキストの制作
- 指導者育成研修会の実施
- 指導者資格の認定

### ウォーキングに関する学術研究事業及び出版事業
- 健康増進に資するためのウォーキングの学術研究と、その成果の出版
- ウォーキングの心身に対する影響度の調査研究と、その成果の出版
- 歩育に関する実証研究と、その成果の出版

## 歴史
- 1963年　　　早稲田大学精神高揚会有志メンバーがアメリカ大陸6,000キロを徒歩横断
- 1964年10月上記メンバーが中心に「歩け歩けの会」が東京で発足。初代会長八田一朗。
- 1965年 5月 「国民歩け歩け運動大会」開始（第1回　富士山～日本橋）。

- 1969年 7月 東海自然歩道実現促進運動。
- 1973年 7月 歩く市民外交開始（第1回 インドネシアに親善使節団を派遣）
- 1974年 5月 「アルコロジー運動」開始。
- 1974年10月 会名を「日本歩け歩け協会(JWA)」にの改称を受け、環境省との共管
- 1977 オランダ第61回国際フォーデーズマーチに日本選手団を結団し派遣
- 1978年11月 第1回日本スリーデーマーチ開催。
- 1983年 6月 400人の会員が5万円ずつ基金を出し合い、環境庁(当時)認可の社団法人へと発展。　新国民運動「ウオーキン宣言」発表。

- 1985年 1月 朝日体育賞（朝日新聞社賞）
- 1986年 6月 歩行記録認定制度制定（地球一周4万キロ）。
- 1987年10月 「国際マーチングリーグ」（略称:IML）結成。第10回日本スリーデーマーチがIMLの第1回大会となった。
- 1988年11月 「日本マーチングリーグ」（略称JML）結成。
- 1991年 2月 「公認ウオーキング指導員」認定開始（資格認定制度が正式にスタート）。
- 1993年 7月 「国際市民スポーツ連盟（IVV）」に加盟し、「日本市民スポーツ連盟」（略称:JVA）設立。
- 1997年 1月 「イヤーラウンド通年ウオーキング制度」制定、日常のウオーキングを奨励。
- 1997年 1月 「第1回世界ウオーキングフェスティバル」を開催。
- 1997年 1月 地域密着型マーチングリーグ（ブロック別マーチングリーグ）構想スタート。
- 1997年 4月 「日本ウオーキング学会」設立。
- 1997年10月 第1回「世界ウオーキングフェスティバル」開催
- 1998年 5月 「ウオーキングマナー5か条」を制定。
- 1999年 1月 2年がかりで全国一周の「平成伊能忠敬ニッポンを歩こう全国ウオーク」を企画開催。
- 1999年 1月 全国47都道府県を巡る「オールジャパンウオーキングカップ」（AJWC）結成。
- 2000年 1月 第1回「子供ウオーキングフォーラム」開催。
- 2000年 6月 「社団法人日本ウオーキング協会」(JWA)」と改称。
- 2002年 1月 指宿サミットを開催、「歩く健康21ウオーク宣言」採択。
- 2002年 4月 歩行文化研究所開設。
- 2002年 5月 「日本島めぐりマーチングリーグ」結成。
- 2002年 6月 フィットネスウオーキング連盟（略称:FWA）結成。
- 2003年 4月 平成・奥の細道ウオークスタート。
- 2003年 5月 日本の桜名所を巡る「日本さくらウオーキングリーグ」結成。
- 2004年 4月 ウオーキング医科学研究所開設。
- 2004年10月 JWA設立40周年記念式典開催。
- 2005年 1月 「全国歴史ウオーク」キックオフ 。
- 2005年 6月 東アジアウオーキング会議発足。
- 2005年 7月 「日本・温泉と健康ウオーキングリーグ」結成。
- 2005年 8月 厚生労働省の認可を受け環境省と共管社団法人へと発展。
- 2005年 8月 「美しい日本の歩きたくなるみち500選」（国土交通省後援）コース選定
- 2006年 1月 「美しい日本の歩きたくなるみち500選」紹介書籍発刊。パスポートを発行し歩行認定を開始。
- 2007年 6月 機関誌「ウオーキングライフ（Walking Life）」発刊。
- 2008年10月 「日本開国セブンハーバーズリーグ」結成
- 2009年 4月 「健康ウオーキング指導士」育成講座開講
- 2009年 5月 第11回「IVVオリンピアード国際ウオーキング大会」を山梨県河口湖町で開催
- 2009年 9月 「健やか爽やかウオーク1800　歩いてニッポンを元気に」キャンペーン開始。
- 2011年 6月 粉飾決算を自主公表。執行部が引責辞任して、「再生委員会」を発足させ、再生へのスタートを切る
- 2012年 　　　再生計画を策定し、一般社団法人への移行方針を決める

- 2013年 9月  国の施策「健康日本21・健康寿命を延ばそう運動（スマートライフプロジェクト）」と連動した「スマートライフウオーク47」3か年計画を策定し、スタートする
- 2014年 5月 内閣府所管の一般社団法人へ移行。代議員制による運営体制を確立。
- 2014年10月 創立50周年記念式典を開催。
- 2015年　　　 指導者育成制度を改定。
- 2015年 8月 新日歩く道紀行推進機構に協力し、47都道府県1,718地方自治体と連携して、新日本歩く道100選を選定。健康、観光、商工分野でこの道を活用した地方創生事業の礎を築く。 この道を活用した地方創生事業の礎を築く
- 2015年　　 ウオーキングによる地方創生事業に着手。
- 2015年　　 ウオーキングによる健康企業経営支援事業に着手。

### 歴代会長
1. 八田一朗 日本レスリング協会会長
2. 金子智一 日本ユースホステル協会常任顧問
3. 江橋慎四郎 東京大学名誉教授
4. 田中康彦 平成の遣唐使（上海-西安 1400キロ）総隊長
5. 岡野吉春 埼玉県ウオーキング協会名誉会長
6. 村山友宏 歩行文化研究所所長、歩育研究会会長

（肩書きは当時のもの）

### 歴代イメージソング
1. 三百六十五歩のマーチ（水前寺清子）[1]
2. 歩いてみっか!（所ジョージ、2000年〜）[1] - 元は『みんなのうた』の楽曲。
3. 明日へ歩こう〜walking for tomorrow〜（垣内彩未、2006年〜）[2]